# 小行星22612
小行星22612（22612 Dandibner）是一颗绕太阳运转的小行星，为主小行星带小行星。该小行星于1998年5月发现。

## 轨道参数
小行星22612的轨道半长轴为411 671 060 km，2.7518119 UA，离心率为0.123。